# Hyles dahlii
Hyles dahlii és una espècie de lepidòpter ditrisi de la família dels esfíngids (Sphingidae) pròpia de diverses illes de la Mediterrània.

## Distribució
Es pot trobar a Còrsega, Sardenya i Mallorca. Han estat citades erugues a les costes de Catalunya, tot i que no es manté cap població estable. Als anys 80 es van alliberar individus a Tunísia. Es creu que les poblacions de Menorca són un híbrid entre Hyles euphorbiae i Hyles dahlii, mentre que les de Malta ho són entre aquesta segona i Hyles tithymali.

## Descripció

### Imago
Envergadura alar d'entre 65 i 85 mm. Molt similar a altres espècies del gènere Hyles. Cap i tòrax verd oliva limitat per una línia blanca als costats; abdomen del mateix color amb taques negres i blanques a cada costat. Ales posteriors amb taques verd oliva i una franja del mateix color, sobre fons platejat, color que també s'arriva a mostrar en la venació alar, tot i que no tant com a Hyles tithymali. Ales posteriors rogenques amb base i regió submarginal negres. Anvers del cos i ales completament rosat.

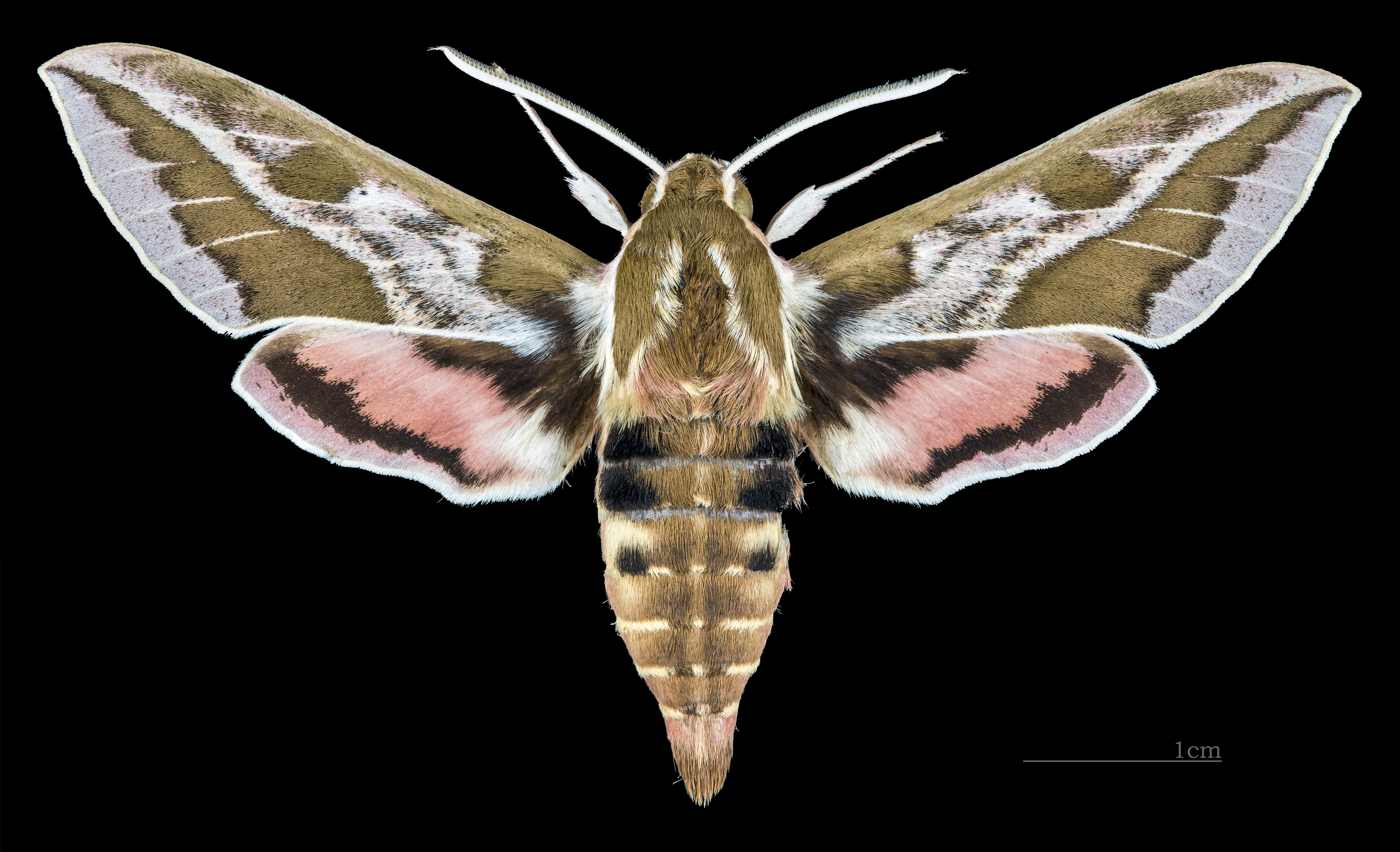
♂
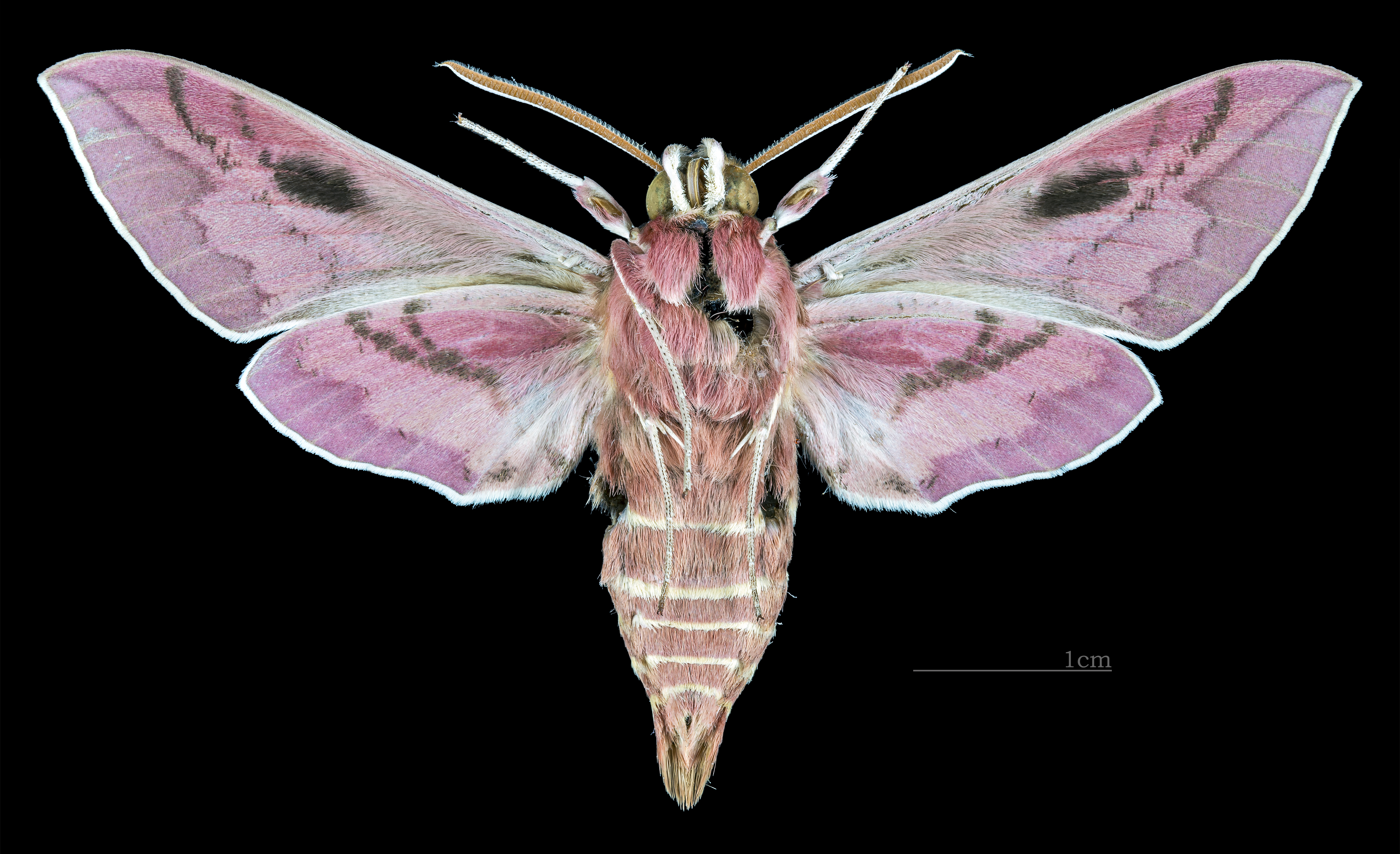
♂ △
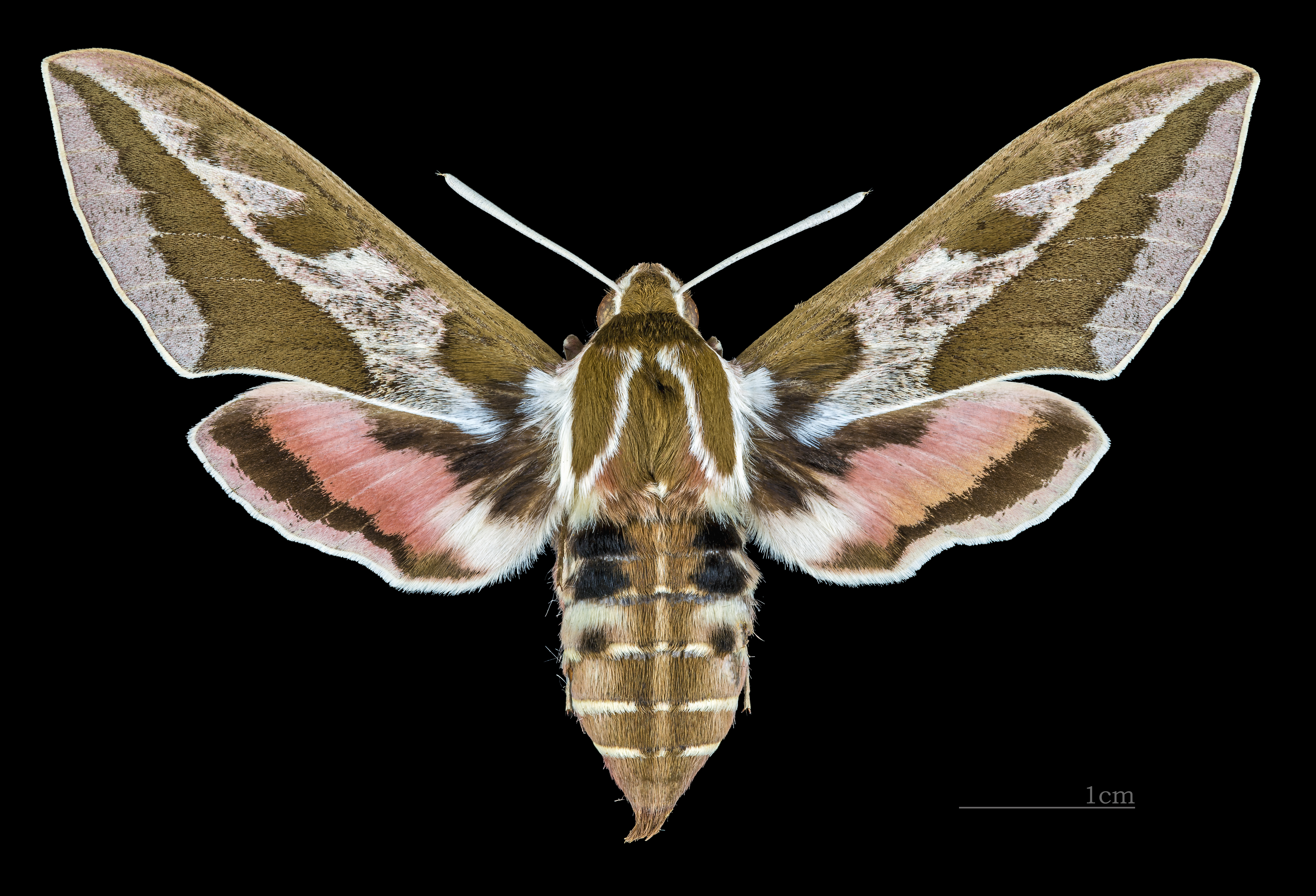
♀
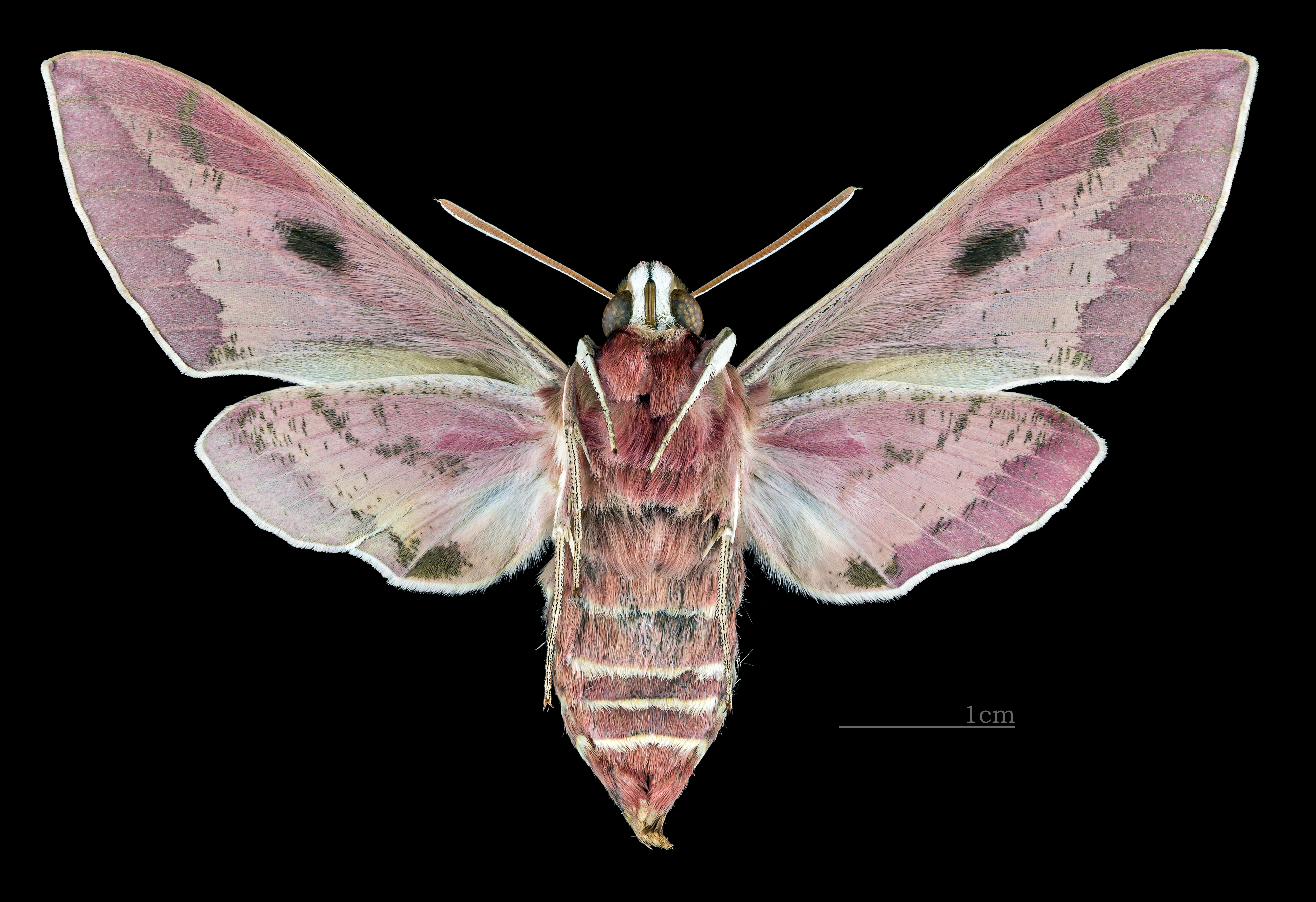
♀ △

### Eruga
En general és negra densament puntejada de blanc. Presenta dues franges laterals per sobre dels espiracles compostes per parelles de taques blanques; per sota dels espiracles en té una altra blanca amb taques taronges; línia dorsal vermella. cap i potes vermelles i cua vermella amb la punta negra.

## Hàbitat
Viu en zones obertes i vessants amb algun arbust i pi. L'eruga s'alimenta de diverses espècies del gènere Euphorbia, especialment Euphorbia paralias, Euphorbia myrsinites, Euphorbia characias, Euphorbia dendroides, Euphorbia pityusa, Euphorbia pinea i Euphorbia terracina.

## Període de vol
Vola en dues generacions, l'una al maig/juny i l'altra a l'agost/setembre. Els anys més càlids pot haver-hi tres generacions.

## Altres aspectes
És parasitada per taquínids com Masicera sphingivora i Exorista larvarum.